# Joel Ndala
Joel Tshisanga Ndala (Manchester, 31 mei 2006) is een Engels voetballer die doorgaans als vleugelspeler op huurbasis speelt voor Jong PSV.